# Richard J. Evans
Pour les articles homonymes, voir Richard Evans et Evans.
Sir Richard J. Evans, né le 29 septembre 1947 à Woodford, est un historien britannique, spécialiste de l’Allemagne du XXe siècle (en particulier des mouvements féministes, de la classe ouvrière et du nazisme), mais aussi du négationnisme et de l'épistémologie de l'histoire. Il est actuellement professeur d’histoire moderne à l’université de Cambridge.

## Biographie
Impliqué dans la querelle des historiens (Historikerstreit) durant les années 1980, il critique les travaux des historiens dits « révisionnistes » tels que Ernst Nolte, Andreas Hillgruber, Michael Stürmer et Klaus Hildebrand.
Son nom est également attaché au procès intenté par le négationniste David Irving contre l’historienne américaine Deborah Lipstadt où il témoigna en tant qu’expert de la question hitlérienne. Il décrivit cette expérience dans un ouvrage intitulé Telling Lies About Hitler (2001).
Dans un ouvrage demeuré célèbre intitulé In Defence of History, il a critiqué les théories postmodernistes de l’histoire qu’il juge dépassées et trop subjectivistes.
Il est fait chevalier le 16 juin 2012, pour services rendus à l'érudition.

## Publications
- (en) The feminist movement in Germany (1894-1933), Londres, Sage Publications, 1976.
- (en) The feminists : women's emancipation movements in Europe, America and Australia (1840-1920), Londres, C. Helm, 1977.
- (en) (dir.), Society and politics in Wilhelmine Germany, Londres, Croom Helm, 1980  [1978].
- (en) The German family : essays on the social history of the family in nineteenth and twentieth-century Germany, Londres, C. Helm ; Totowa, N.J., Barnes & Noble Books, 1981.
- (en) The German working class (1888-1933). The politics of everyday life, Londres, Croom Helm ; Totowa, N.J., Barnes & Noble, 1982.
- (en) (avec W.R. Lee, dir.), The German peasantry : conflict and community in rural society from the eighteenth to the twentieth centuries, Londrs, Croom Helm, 1986.
- (en) The German unemployed : experiences and consequences of mass unemployment from the Weimar Republic to the Third Reich, Londres, C. Helm, 1987.
- (en) Rethinking German history : nineteenth-century Germany and the origins of the Third Reich, Londres, Allen and Unwin, 1987.
- (en) Comrades and sisters : feminism, socialism, and pacifism in Europe (1870-1945), Brighton, Sussex, Wheatsheaf Books ; New York, St. Martin's Press, 1987.
- (en) Death in Hamburg : society and politics in the cholera years (1830-1910), Oxford, Clarendon Press, 1987.
- (en) The German Underworld : deviants and outcasts in German history, Londres, Routledge, 1988.
- (en) In Hitler's shadow : West German historians and the attempt to escape from the Nazi past, Londres, I.B. Tauris, 1989.
- (en) Proletarians and Politics : socialism, protest, and the working class in Germany before the First World War, New York, Harvester Wheatsheaf, 1990.
- (en) The German Bourgeoisie : essays on the social history of the German middle class from the late eighteenth to the early twentieth century, Londres, Routledge, 1991.
- (en) Rituals of Retribution : capital punishment in Germany (1600-1987), New York, Oxford University Press, 1996.
- (en) Rereading German History : from unification to reunification (1800-1996), London, New York, Routledge, 1997.
- (en) Tales from the German Underworld : crime and punishment in the nineteenth century, New Haven [Conn.] ; Londres, Yale University Press, 1998.
- (en) In Defense of History, New York, W.W. Norton & Co., 1999.
- (en) Lying About Hitler : History, Holocaust, and the David Irving trial, New York, Basic Books, 2001 ; rééd. sous le titre : Telling Lies About Hitler: The Holocaust, History and the David Irving Trial, Verso Books, 2002.
- (en) The Coming of the Third Reich, London, Allen Lane, 2003. Traduction Le troisième Reich, volume 1 : l'avènement, Flammarion, 2009
- (en) The Third Reich in Power, 1933-1939, New York, Penguin, 2005. Traduction Le troisième Reich, volume 2 : 1933-1939, Flammarion, 2009.
- (en) The Third Reich at War, New York, Penguin, 2009. Traduction Le troisième Reich, volume 3 : 1939-1945, Flammarion, 2009

## Sources
- D.D. Guttenplan, D.D. The Holocaust On Trial, New York, Norton, 2001.
- Daniel Snowman, « Richard J. Evans », dans History Today, vol. 54, no 1, janvier 2004, p. 45-47.